# Così sia
Così sia è un film del 1972 diretto da Alfio Caltabiano. Il film ha avuto un seguito dal titolo Oremus, Alleluia e Così Sia del 1973 sempre diretto da Alfio Caltabiano.

## Trama
Un bandito di nome Così Sia riunisce un gruppo di ladri abili per derubare il suo ex complice, che ora divenuto prete, e ha nascosto i suoi soldi in una cassaforte bancaria ben sorvegliata.